# Стеноз аортального клапана
Аорта́льный стено́з (синоним: стеноз устья аорты) — сужение отверстия аорты за счёт сращивания створок её клапана, препятствующее нормальному току крови из левого желудочка в аорту.

## Эпидемиология
Аортальный стеноз — очень распространённый порок сердца у взрослых (70—85 % случаев среди всех пороков). Приблизительно 2 % людей старше 65, также 3 % людей старше 75, и 4 % процента людей старше 85 имеют данную патологию.

## Классификации

### По локализации
По локализации (месту) стеноза различают:
- клапанный стеноз — препятствие кровотоку на уровне створок аортального клапана;
- подклапанный стеноз — возникает при выраженной гипертрофии выходного отдела левого желудочка, клапаны при этом не затрагиваются, например дискретный субаортальный стеноз;
- надклапанный стеноз — сужение возникает из-за циркулярного тяжа или мембраны, располагающихся дистальнее устья, наиболее редкая форма аортального стеноза[3].

### По гемодинамической тяжести
| Параметр                         | мягкая степень | умеренная | тяжёлая   |
| -------------------------------- | -------------- | --------- | --------- |
| Скорость кровотока, м/с          | Менее 3,0      | 3,0—4,0   | Более 4,0 |
| Средний градиент, мм рт. ст.     | Менее 25       | 25—40     | Более 40  |
| Площадь отверстия, см2           | Более 1,5      | 1,0—1,5   | Менее 1,0 |
| Индекс площади отверстия, см2/м2 | —              | —         | Менее 0,6 |

### Клиническая
Имеется также анатомо-функционально-клиническая классификация, согласно которой:
- К стадии А относят пациентов с риском аортального стеноза, не имеющих гемодинамический изменений и их последствий, а также симптомов;
- К стадии B относят пациентов с прогрессированием стеноза, со степенью стеноза от мягкой до умеренной, но также без симптомов;
- К стадии С относят бессимптомных пациентов с тяжёлой степенью стеноза и его последствиями в виде дисфункции левого желудочка;
- К стадии D относят пациентов с тяжёлой степенью стеноза, у которых появились симптомы, в первую очередь недостаточности кровообращения.

## Этиология
Чаще всего, аортальный стеноз связан с возрастным кальцинозом нормального аортального клапана или врождённого двустворчатого. Дегенеративное кальцинирующее поражение чаще встречается в странах с высоким доходом — за счёт «постарения» населения. Другой этиологический фактор — острая ревматическая лихорадка, которая распространена в странах с низким доходом. Значительно реже аортальный стеноз может быть вторичным, возникая при ХПН, карциноидном синдроме, сахарном диабете, болезни Педжета, системной красной волчанке, охронозе.

## Патогенез
Аортальный стеноз создаёт препятствие для кровотока из левого желудочка в аорту, в связи с чем повышается давление в полости левого желудочка, что приводит к его гипертрофии. 
Благодаря мощному левому желудочку стеноз длительное время остается в стадии компенсации, пока в конечном итоге из-за ослабления сократительной способности левого желудочка не происходит его ремоделирование. При одинаковой степени стеноза у женщин, как правило, развивается концентрическое ремоделирование или гипертрофия, тогда как миокард у мужчин более склонен к развитию эксцентрической гипертрофии . Расширение митрального кольца при этом приводит к гемодинамической перегрузке левого предсердия из-за вторичной митральной регургитации. Повышенное давление из левого предсердия передается на лёгочные вены и другие сосуды малого круга кровообращения, что приводит к пассивной лёгочной гипертензии. 

## Клиническая картина
В стадии компенсации у пациентов в большинстве случаев нет никаких жалоб, при более выраженном стенозе возможны жалобы на головные боли, головокружения, обмороки, сжимающие и давящие боли за грудиной. На более поздних стадиях, когда снижается сократительная функция левого желудочка, появляется одышка при физических нагрузках, может развиться сердечная астма. Затем появляются отёки, тяжесть в правом подреберье (из-за увеличения печени) в связи с сердечной недостаточностью и застоем в большом круге кровообращения. Неотложные состояния при аортальном стенозе могут быть связаны с декоменсацией сердечной недостаточности и могут сопровождаться даже кардиогенным шоком .

## Диагностика
При обследовании прямым признаком стеноза устья аорты является определяемый при аускультации систолический шум во втором межреберье справа от грудины и в точке Боткина (в сочетании с ослаблением или исчезновением второго тона).
Инструментальные методы:
- ЭхоКГ (основной интструментальный метод);
- Рентгенография для оценки размеров всех отделов сердца;
- ЭКГ;
- Тест с фармакологической (добутамином) или физической нагрузкой[5];
- КТ и МРТ[4].

## Лечение
Медикаментозное лечение симптоматическое, у больных с сердечной недостаточностью лечение направлено на лечение сердечной недостаточности, при выраженном ангинальном болевом синдроме назначают бета-блокаторы в небольших дозах.
Хирургическое лечение, а именно имплантация искусственного клапана, показано больным с тяжёлой степенью аортального стеноза.
Катетерная баллонная аортальная вальвулопластика рекомендуется как этапная операция у гемодинамически нестабильных пациентов или как паллиативная операция у тяжелых пожилых пациентов, которым противопоказана имплантация искусственного клапана.